# Javier Orozco
Javier Antonio „Chuletita” Orozco Peñuelas (ur. 16 listopada 1987 w Irapuato) – meksykański piłkarz występujący na pozycji napastnika, reprezentant Meksyku.
Jego brat Luis Orozco również był piłkarzem.

## Kariera klubowa
Orozco urodził się w mieście Irapuato, gdzie jego ojciec Luis Antonio Orozco – również piłkarz – występował w klubie CD Irapuato. Niedługo cała rodzina przeprowadziła się jednak do Los Mochis w stanie Sinaloa, w którym zawodnik spędził całe swoje dzieciństwo. Pochodzi z piłkarskiej familii; oprócz ojca zawodowym piłkarzem jest również jego starszy brat Luis Alberto Orozco. Swój przydomek „Chuletita” („Kotlecik”) przejął po swoim bracie, który był określany poprzez pseudonim „Chuleta” („Kotlet”). Początkowo równolegle do futbolu Javier trenował baseball, jednak w wieku trzynastu lat skoncentrował się wyłącznie na karierze piłkarskiej. Jako piętnastolatek rozpoczął treningi w drużynach juniorskich stołecznego klubu Cruz Azul, dołączając tym samym do swojego brata, który występował wówczas w tym zespole.
Do seniorskiej drużyny Orozco został włączony za kadencji szkoleniowca Isaaca Mizrahiego, w meksykańskiej Primera División debiutując w wieku siedemnastu lat, 17 września 2005 w wygranym 2:1 spotkaniu z Tigres UANL. Przez kolejne kilka lat pojawiał się jednak na boiskach sporadycznie, znacznie częściej występując w trzecioligowych i drugoligowych rezerwach – odpowiednio Cruz Azul Jasso (w jego barwach dwa razy został królem strzelców Segunda División) i Cruz Azul Hidalgo. W wiosennym sezonie Clausura 2008 zdobył z pierwszą drużyną Cruz Azul tytuł wicemistrza kraju, jednak nie pojawił się wówczas ani razu na ligowych boiskach. Premierowego gola w najwyższej klasie rozgrywkowej strzelił 12 października 2008 w wygranej 2:0 konfrontacji z Pumas UNAM i w tym samych, jesiennych rozgrywkach Apertura 2008 powtórzył sukces sprzed pół roku, notując kolejny tytuł wicemistrzowski. Trzecie wicemistrzostwo kraju zanotował natomiast w sezonie Apertura 2009, niezmiennie pełniąc rolę rezerwowego napastnika.
Oprócz sukcesów osiąganych z zespołem na arenie krajowej Orozco odnosił również indywidualne sukcesy w rozgrywkach międzynarodowych. W 2009 roku dotarł z Cruz Azul do finału najbardziej prestiżowych rozgrywek kontynentu – Ligi Mistrzów CONCACAF, z siedmioma golami na koncie zostając królem strzelców tych rozgrywek. W kolejnej edycji północnoamerykańskiej Ligi Mistrzów również dotarł ze swoją ekipą do finału, natomiast podczas rozgrywek 2010/2011 po raz kolejny wywalczył tytuł króla strzelców Ligi Mistrzów CONCACAF, tym razem notując jedenaście goli. W sezonie Clausura 2013 wywalczył z Cruz Azul czwarte już wicemistrzostwo kraju, a także zdobył pierwsze trofeum w zawodowej karierze – puchar Meksyku (Copa MX). Przez cały ośmioletni pobyt w Cruz Azul pełnił jednak głównie rolę rezerwowego, nie potrafiąc wywalczyć sobie na stałe miejsca w wyjściowym składzie.
Latem 2013 Orozco za sumę 2,2 miliona dolarów przeszedł do zespołu Santos Laguna z siedzibą w Torreón. Tam początkowo również pozostawał rezerwowym zespołu, jednak z biegiem czasu przebił się do wyjściowej jedenastki drużyny prowadzonej przez Pedro Caixinhę. W sezonie Apertura 2014 wywalczył z Santos Laguną drugi w swojej karierze puchar Meksyku, natomiast pół roku później, podczas rozgrywek Clausura 2015, zdobył swoje pierwsze mistrzostwo Meksyku. Zyskał wówczas sporą popularność, gdy w decydującym o tytule pierwszym meczu finałowym z Querétaro (5:0) strzelił cztery gole, będąc drugim zawodnikiem, któremu udała się w finale ta sztuka (po Gustavo Nápolesie). Kilka miesięcy później wywalczył również z Santos Laguną superpuchar Meksyku – Campeón de Campeones, kompletując tym samym potrójną koronę. Z biegiem czasu miał jednak coraz słabszą pozycję w pierwszym składzie.
W lipcu 2016 Orozco udał się na wypożyczenie do niżej notowanego klubu Chiapas FC z miasta Tuxtla Gutiérrez.
| Sezon     | Klub              | Kraj   | Rozgrywki  | Mecze | Bramki |
| --------- | ----------------- | ------ | ---------- | ----- | ------ |
| 2005/2006 | Cruz Azul         | Meksyk | Liga MX    | 3     | 0      |
| 2006/2007 | Cruz Azul Hidalgo | Meksyk | Ascenso MX | 1     | 0      |
| 2007/2008 | Cruz Azul Hidalgo | Meksyk | Ascenso MX | 24    | 11     |
| 2008/2009 | Cruz Azul Hidalgo | Meksyk | Ascenso MX | 13    | 8      |
| 2008/2009 | Cruz Azul         | Meksyk | Liga MX    | 10    | 2      |
| 2009/2010 | Cruz Azul         | Meksyk | Liga MX    | 23    | 5      |
| 2010/2011 | Cruz Azul         | Meksyk | Liga MX    | 29    | 6      |
| 2011/2012 | Cruz Azul         | Meksyk | Liga MX    | 22    | 7      |
| 2012/2013 | Cruz Azul         | Meksyk | Liga MX    | 39    | 9      |
| 2013/2014 | Santos Laguna     | Meksyk | Liga MX    | 30    | 10     |
| 2014/2015 | Santos Laguna     | Meksyk | Liga MX    | 36    | 12     |
| 2015/2016 | Santos Laguna     | Meksyk | Liga MX    | 19    | 2      |
| 2016/2017 | Chiapas FC        | Meksyk | Liga MX    |       |        |

## Kariera reprezentacyjna
W seniorskiej reprezentacji Meksyku Orozco zadebiutował za kadencji tymczasowego selekcjonera Efraína Floresa, 4 września 2010 w przegranym 1:2 meczu towarzyskim z Ekwadorem. Trzy lata późnej został powołany przez José Manuela de la Torre na Złoty Puchar CONCACAF, podczas którego pełnił jednak wyłącznie rolę rezerwowego zawodnika swojej drużyny, rozgrywając cztery z pięciu możliwych spotkań, wszystkie po wejściu z ławki. Jego drużyna, złożona wówczas wyłącznie z graczy występujących w rodzimej lidze, odpadła natomiast z turnieju w półfinale, przegrywając w nim z Panamą (1:2). W 2015 roku ponownie, tym razem awaryjnie, znalazł się w składzie na Złoty Puchar CONCACAF, decyzją selekcjonera Miguela Herrery kilka dni przed turniejem zastępując kontuzjowanego Javiera Hernándeza. Podobnie jak poprzednio był jednak wyłącznie alternatywnym napastnikiem kadry narodowej i wystąpił w trzech z sześciu możliwych meczów, we wszystkich jako rezerwowy, zaś Meksykanie triumfowali wówczas w rozgrywkach Złotego Pucharu, pokonując w finale Jamajkę (3:1).